# Wadym Kołesnyk (łyżwiarz figurowy)
Wadym Kołesnyk, ukr. Вадим Колесник (ur. 27 października 2001 w Charkowie) – ukraiński łyżwiarz figurowy reprezentujący Stany Zjednoczone, startujący w parach tanecznych z Emileą Zingas. Mistrz świata juniorów (2020), srebrny medalista finału Junior Grand Prix (2019), mistrz (2020) oraz wicemistrz (2019) Stanów Zjednoczonych juniorów.
29 czerwca 2020 roku Nguyen i Kołesnyk ogłosili zakończenie wspólnej jazdy. Nguyen potwierdziła, że chce kontynuować karierę łyżwiarską z nowym partnerem.

## Osiągnięcia

### Z Emileą Zingas (Stany Zjednoczone)
| Zawody                           | 22–23          | 23–24          |                |                |                |                |                |                |                |                |                |                |                |                |                |                |                |                |
| Międzynarodowe                   | Międzynarodowe | Międzynarodowe | Międzynarodowe | Międzynarodowe | Międzynarodowe | Międzynarodowe | Międzynarodowe | Międzynarodowe | Międzynarodowe | Międzynarodowe | Międzynarodowe | Międzynarodowe | Międzynarodowe | Międzynarodowe | Międzynarodowe | Międzynarodowe | Międzynarodowe | Międzynarodowe |
| -------------------------------- | -------------- | -------------- | -------------- | -------------- | -------------- | -------------- | -------------- | -------------- | -------------- | -------------- | -------------- | -------------- | -------------- | -------------- | -------------- | -------------- | -------------- | -------------- |
| Mistrzostwa czterech kontynentów |                | 4              |                |                |                |                |                |                |                |                |                |                |                |                |                |                |                |                |
| GP Grand Prix Espoo              |                | 5              |                |                |                |                |                |                |                |                |                |                |                |                |                |                |                |                |
| GP Skate Canada International    |                | 5              |                |                |                |                |                |                |                |                |                |                |                |                |                |                |                |                |
| CS Golden Spin of Zagreb         | 3              |                |                |                |                |                |                |                |                |                |                |                |                |                |                |                |                |                |
| CS Memoriał Ondreja Nepeli       |                | 4              |                |                |                |                |                |                |                |                |                |                |                |                |                |                |                |                |
| Krajowe                          |                |                |                |                |                |                |                |                |                |                |                |                |                |                |                |                |                |                |
| Mistrzostwa Stanów Zjednoczonych | 4              | 6              |                |                |                |                |                |                |                |                |                |                |                |                |                |                |                |                |

### Z Avonley Nguyen (Stany Zjednoczone)
| Zawody                                | 17–18                                 | 18–19                                 | 19–20                                 |                                       |                                       |                                       |                                       |                                       |                                       |                                       |                                       |                                       |                                       |                                       |                                       |                                       |                                       |                                       |
| Międzynarodowe: Kategorie młodzieżowe | Międzynarodowe: Kategorie młodzieżowe | Międzynarodowe: Kategorie młodzieżowe | Międzynarodowe: Kategorie młodzieżowe | Międzynarodowe: Kategorie młodzieżowe | Międzynarodowe: Kategorie młodzieżowe | Międzynarodowe: Kategorie młodzieżowe | Międzynarodowe: Kategorie młodzieżowe | Międzynarodowe: Kategorie młodzieżowe | Międzynarodowe: Kategorie młodzieżowe | Międzynarodowe: Kategorie młodzieżowe | Międzynarodowe: Kategorie młodzieżowe | Międzynarodowe: Kategorie młodzieżowe | Międzynarodowe: Kategorie młodzieżowe | Międzynarodowe: Kategorie młodzieżowe | Międzynarodowe: Kategorie młodzieżowe | Międzynarodowe: Kategorie młodzieżowe | Międzynarodowe: Kategorie młodzieżowe | Międzynarodowe: Kategorie młodzieżowe |
| ------------------------------------- | ------------------------------------- | ------------------------------------- | ------------------------------------- | ------------------------------------- | ------------------------------------- | ------------------------------------- | ------------------------------------- | ------------------------------------- | ------------------------------------- | ------------------------------------- | ------------------------------------- | ------------------------------------- | ------------------------------------- | ------------------------------------- | ------------------------------------- | ------------------------------------- | ------------------------------------- | ------------------------------------- |
| Mistrzostwa świata juniorów           |                                       | 4                                     | 1                                     |                                       |                                       |                                       |                                       |                                       |                                       |                                       |                                       |                                       |                                       |                                       |                                       |                                       |                                       |                                       |
| JGP Finał                             |                                       | 5                                     | 2                                     |                                       |                                       |                                       |                                       |                                       |                                       |                                       |                                       |                                       |                                       |                                       |                                       |                                       |                                       |                                       |
| JGP na Białorusi                      | 5                                     |                                       |                                       |                                       |                                       |                                       |                                       |                                       |                                       |                                       |                                       |                                       |                                       |                                       |                                       |                                       |                                       |                                       |
| JGP na Litwie                         |                                       | 2                                     |                                       |                                       |                                       |                                       |                                       |                                       |                                       |                                       |                                       |                                       |                                       |                                       |                                       |                                       |                                       |                                       |
| JGP w Polsce                          |                                       |                                       | 1                                     |                                       |                                       |                                       |                                       |                                       |                                       |                                       |                                       |                                       |                                       |                                       |                                       |                                       |                                       |                                       |
| JGP w Słowenii                        |                                       | 1                                     |                                       |                                       |                                       |                                       |                                       |                                       |                                       |                                       |                                       |                                       |                                       |                                       |                                       |                                       |                                       |                                       |
| JGP w Stanach Zjednoczonych           |                                       |                                       | 1                                     |                                       |                                       |                                       |                                       |                                       |                                       |                                       |                                       |                                       |                                       |                                       |                                       |                                       |                                       |                                       |
| JGP we Włoszech                       | 6                                     |                                       |                                       |                                       |                                       |                                       |                                       |                                       |                                       |                                       |                                       |                                       |                                       |                                       |                                       |                                       |                                       |                                       |
| Bavarian Open                         |                                       |                                       | 1 J                                   |                                       |                                       |                                       |                                       |                                       |                                       |                                       |                                       |                                       |                                       |                                       |                                       |                                       |                                       |                                       |
| Krajowe                               |                                       |                                       |                                       |                                       |                                       |                                       |                                       |                                       |                                       |                                       |                                       |                                       |                                       |                                       |                                       |                                       |                                       |                                       |
| Mistrzostwa Stanów Zjednoczonych      | 5 J                                   | 2 J                                   | 1 J                                   |                                       |                                       |                                       |                                       |                                       |                                       |                                       |                                       |                                       |                                       |                                       |                                       |                                       |                                       |                                       |
| Midwestern Sectionals                 | 1 J                                   |                                       |                                       |                                       |                                       |                                       |                                       |                                       |                                       |                                       |                                       |                                       |                                       |                                       |                                       |                                       |                                       |                                       |

### Ze Zlatą Iefymenko (Ukraina)
| Minsk-Arena Ice Star | 9 AN |
| NRW Trophy           | 4 AN |

## Rekordy świata juniorów (JWR)
Avonley Nguyen / Wadym Kołesnyk
| Data                             | Punkty                          | Zawody                           | Uwagi                                                                                                | Źr.                             |
| Rekordy w nocie łącznej (GOE±5)  | Rekordy w nocie łącznej (GOE±5) | Rekordy w nocie łącznej (GOE±5)  | Rekordy w nocie łącznej (GOE±5)                                                                      | Rekordy w nocie łącznej (GOE±5) |
| -------------------------------- | ------------------------------- | -------------------------------- | --- | ------------------------------- |
| 7 marca 2020                     | 177,18                          | Mistrzostwa świata juniorów 2020 | Aktualny rekord świata juniorów.                                                                     |                                 |
| Rekordy w tańcu dowolnym (GOE±5) |                                 |                                  | |                                 |
| 7 marca 2020                     | 108,91                          | Mistrzostwa świata juniorów 2020 | Aktualny rekord świata juniorów.                                                                     |                                 |
| 7 grudnia 2019                   | 106,02                          | Finał Junior Grand Prix 2019     | Rekord pobity o 0,12 pkt. przez parę Marija Kazakowa / Gieorgij Riewija podczas tych samych zawodów. |                                 |